# جوركا زيلنينسكين
'جوركا زيلنينسكين '(بالإنجليزية: Jurga Zilinskiene) (بالليتوانية: Jurga Žilinskien)، (مواليد 2 أغسطس 1976) هي رائدة أعمال ومبرمجة ومؤسس لـ Guildhawk المعروفة سابقًا باسم Today Translations وToday Advisory، وهي شركة ترجمة عالمية. في يونيو 2019، أصبحت أول امرأة ليتوانية يجري تكريمها من قِبل الملكة إليزابيث بوسام الإمبراطورية البريطانية MBE.
في 8 مارس 2021، اختِيرت جوركا لتكون واحدة من ثماني نساء غيرن التاريخ بالتكنولوجيا بواسطة LRT media. وصف ملخص في City AM جوركا بقوله: «... سيدة أعمال هائلة... سيدة ليتوانية المولد بين ريتشارد برانسون ومارجريت تاتشر... ربما مع ظلال وارن بافيت».
أجرت عدة محطات تلفزيونية وإذاعية وصحف دولية مقابلات مع جوركا حول Guildhawk ونهجها غير التقليدي في العمل. ظهرت على البي بي سي وفي الفايننشال تايمز، إندبندنت أون صنداي، ديلي تلغراف وموقع الأعمال، Growing Business.
في عام 2018، جرى تسمية جوركا واحدة من 100 امرأة تفتخر بها ليتوانيا وذلك في جزء من مشروع «100 امرأة ليتوانية». حصلت على وسام MBE من قبل الملكة إليزابيث الثانية في عام 2019 وجرى دعوتها لإلقاء محاضرة في كلية كاوناس بجامعة فيلنيوس، وجامعة كوفنتري وفي ندوة كامبريدج الدولية حول الجريمة الاقتصادية لعام 2021، تتحدث جوركا عن القيادة وريادة الأعمال وتكنولوجيا اللغة.
في عام 2019، أصبحت سفيرة لـ Be the Business ،  وهي حركة إنتاجية في المملكة المتحدة أطلقها السير تشارلي مايفيلد وهي رائدة منطقة يوركشاير. ظهرت في سلسلة من الأفلام ومقالات حول تعزيز الإنتاجية والتجارة الدولية وتقديم المشورة بشأن التعافي من المخاطر.
التقت برئيس الوزراء بوريس جونسون لمناقشة تأثير خروج بريطانيا من الاتحاد الأوروبي على الشركات البريطانية وكتبت سلسلة من الرسائل إليه. وناشدت هؤلاء المسئولين اتخاذ تدابير لحماية الشركات من الاحتيال والاستغلال بعد خروج بريطانيا من الاتحاد الأوروبي وعدم مساعدة الشركات غير الأخلاقية. حذرت رسالة لاحقة الحكومة من المخاطر الجسيمة الناشئة عن وباء كورونا. ظهرت رسائلها لاحقًا في صحيفة الجارديان وغيرها من الوسائل الإخبارية.

## حياتها المبكرة
في التاسعة عشرة من عمرها، انتقلت إلى بريطانيا لدراسة القانون والاقتصاد في جامعة لندن.

## جيلدوك
في عام 2001، أثناء دراستها في الجامعة، أنشأت زيلينسكي Guildhawk تحت اسم Today Translations - والتي منحتها جائزة شل LiveWIRE لرواد الأعمال الشباب في عام 2003.
قامت زيلينسكي بتمويل الشركة بمبلغ 13000 جنيه إسترليني من الاستثمار الشخصي وما زالت تعمل بدون تمويل خارجي. هذا المثال من bootstrapping التمهيد نادر داخل المدينة. تمتلك الشركة حاليًا شبكة عالمية من 3000 مترجم تحريري وفوري.
تشارك زيلينسكي بشكل متكرر في جلسات الإحاطة الحكومية والإعلامية، فضلاً عن المنتديات التي تنظمها الشركات متعددة الجنسيات. في عام 2006، نظمت زيلينسكي بعثة تجارية مع أكثر من 20 مندوبًا من منظمات متعددة الجنسيات مثل Merrill Lynch، لاغتنام الفرص التجارية في ليتوانيا. شاركت في البعثة التجارية لبرلمانيين ليتوانيين ودبلوماسيين بريطانيين، وحازت مشاركتها اهتمام وسائل الإعلام الدولية. للاحتفال بنجاح الرحلة، حصلت زيلينسكي على شهادة تقدير في التجارة والاستثمار من المملكة المتحدة لمساهمتها في تعزيز التجارة الدولية من قِبل الأمير فيليب، دوق إدنبرة.
في أكتوبر 2010، رُشحت وقُبِلت في Freedom of the City of London في حفل أقيم في Guildhall، لتصبح أول امرأة ليتوانية تحصل على لقب Freeman. لاحقًا حصلت على لقب «مواطنة من لندن» تكريما لها، وهو واحد من أقدم الزمالات في مدينة لندن. وهي عضو أيضًا في لجنة مجموعة المصالح الصينية وتُعد شركتها Guildhawk هي الراعي الرسمي لشركة Fruiterers.
في يونيو 2013، شاركت في حلقة نقاش في Forum One في كاوناس، ليتوانيا، وهو أكبر حدث لريادة الأعمال على الإطلاق في أوروبا الشرقية. شهد الحدث بعضًا من ألمع عقول الأعمال الليتوانية وأجرت حديثًا خاصًا من السير ريتشارد برانسون، أحد نجوم الأعمال.
تقديراً لنجاحها التجاري المستمر، دُعيت لتكون جزءًا من لجنة التحكيم لجائزة Shell LiveWIRE لرواد الأعمال الشباب في عام 2015، وهي الجائزة التي حصلت عليها بنفسها قبل 12 عامًا.
في سبتمبر 2016، جرى اختيارها للمشاركة في مبادرة Goldman Sachs لـ 10,000 عمل تجاري صغير، التي تهدف إلى دعم الشركات الصغيرة والمتوسطة. تخرجت من البرنامج في نفس العام. بعد ذلك بوقت قصير، دُعيت أيضًا لحضور دورة التعليم التنفيذي في كلية هارفارد للأعمال.

## فلسفة العمل الأخلاقية
تتكرر سلسلة من الخيوط المشتركة خلال حياتها تعكس فلسفتها التجارية. جرى تسليط الضوء على مساعدة شركتها والشركات الأخرى في ممارسة الأعمال التجارية والتجارة على الصعيد الدولي في BBC London News ومقال في فاينانشال تايمز في عام 2011، عندما أوضحت سبب دعمها لمبادرة Ready to Supply the City مع مؤسسة لندن..
أوضحت جوركا في مقابلة مع صحيفة الغارديان 2004 أنه من المهم للغاية التحقق من أوراق اعتماد الشركات التي يعمل بها الأشخاص. وفي مقابلة مع مجلة Zmones حول نهجها في الحياة والأعمال، شددت على أهمية أن تكون دائمًا أخلاقيًا وأن تكون منتجة للغاية في الحياة، موضحةً «كيف ألهمها الناس الطيبون» وهي مقولة للفيلسوف الصيني لاوتزه.
وقالت أيضًا إن زميلها البريطاني الليتواني، الراحل السير مونتاج بيرتون، يمثل نوع رجل الأعمال الذي تريده. ألقت خطابًا تجاريًا في ليتوانيا، أخبرت عن سبب اتباعها لـ «مونتي» وعدم إعجابها بممارسات السير فيليب جرين، الذي استحوذ لاحقًا على إمبراطورية أزياء بيرتون.
كان الدعم الحكومي للشركات القائمة والأخلاقية بعد خروج بريطانيا من الاتحاد الأوروبي وعدم مساعدة الشركات غير الأخلاقية ذات المكانة المالية العالية هي الرسالة المركزية في رسالة كتبتها إلى رئيس الوزراء بوريس جونسون بعد اجتماعها معه على المائدة المستديرة في سبتمبر 2019. كما دعت الحكومة إلى ضمان قيام البنوك بالمزيد لحماية الشركات الصغيرة من الوقوع فريسة للاحتيال من خلال تقديم تأكيد لتكنولوجيا المستفيد Payee technology التي تأخرت.
في رسالتين لاحقتين، كتبتهما هي ورئيسها إيان ميلر الحاصل على وسام MBE، إلى رئيس الوزراء في مارس عندما ضرب وباء كوفيد المملكة المتحدة، ناشدت تقديم المساعدة العاجلة للشركات الصغيرة وحذرت من أن أموال "vulture funds" سوف تستخدم الأزمة لـ «الاستحواذ على الشركات الجيدة وتصفية الأصول وتحييدها»، وهو تحذير استشهدت به صحيفة الجارديان لاحقًا.

## تعزيز الترميز والإنتاجية
علَّمت جوركا نفسها البرمجة بنفسها، ولذلك فهي تدعو إلى أهمية تعلم الترميز coding والدور الحاسم الذي تلعبه البرمجيات في تحسين إنتاجية الأعمال وحياة الناس. في مقابلة مع بلومبرغ في عام 2020، أوضحت تفاؤلها حول كيفية مساعدة التكنولوجيا المملكة المتحدة على الازدهار في الثورة الصناعية الرابعة قائلة، «الآن يمكننا أن نرى ما يمكن أن تفعله التكنولوجيا بالنسبة لنا، والناس يدفعون حقا إلى الأمام». بعد تعيينها سفيرًا لحركة Be the Business،  ذكرت أن: «الإنتاج في مجال الأعمال التجارية هو المفتاح لزيادة الإيرادات. توفر حركة Be The Business للقادة المهارات الأساسية للعمل،  وأشجع الجميع على الانضمام إلى الحركة والاشتراك في التوجيه».
يُعد الاستثمار في تنمية الأشخاص أحد اهتمامات جوركا، فمقابلة بالفيديو لحركة Be the Business في عام 2020، أخبرت كيف أنها قررت خلال الوباء التنازل عن عقود إيجار المكاتب واستخدام ما وصفته بالمال الميت الذي يجري دفعه في الإيجارات التجارية واستثمارها في كلية هارفارد للأعمال والتدريب المهني الآخر لموظفيها.
وهي أيضًا مناصرة لريادة الأعمال النسائية وتدعو النساء في جميع أنحاء العالم إلى أن يكونوا أكثر نشاطًا وإلى الاتحاد لدفع الإنتاجية والابتكار والتجارة الدولية. في عام 2014، دعت المملكة المتحدة إلى إنشاء غرفة تجارة نسائية تعكس النموذج الذي شاهدته في غرفة التجارة في هيوستن الكبرى في الولايات المتحدة الأمريكية. في حديثها في Chatham House في يوليو 2019، زعمت أن النساء لم يتقدمن في الأدوار القيادية منذ الحرب العالمية الثانية وأن البحث لم يؤد إلى أي عمل.

## الأعمال الخيرية
في سبتمبر 2012، شاركت في استضافة حدث بعنونا «كرة الشجاعة والإحسان» مع الممثل الإنجليزي السير تيموثي أكرويد في Café de Paris في لندن. كان هذا الحدث برعاية شركة Guildhawk وقد جرى جمع الأموال من أجل أبحاث وعلاج مرض انحلال البشرة الفقاعي لصالح مؤسسة DebRA الخيرية.

## حياتها الخاصة
تزوجت من David Clarke، كبير المشرفين السابق في شرطة مدينة لندن ومؤسس المكتب الوطني لمخابرات الاحتيال الذي أصبح مديرًا لـ Guildhawk في عام 2013.
في مقابلة عام 2019 مع مكتب الأعمال، اختارت ويتبي مكانها المفضل للزيارة في يوركشاير، وذكرت أن السير مونتاج بيرتون، الذي ولد في موطنها كاوناس كان له تأثير كبير عليها وعلى نهجها الأخلاقي في العمل. وأضافت أن عاطفتها تجاه المقاطعة تعززت من حقيقة أن زوجها ديفيد ولد في دونكاستر، وتزوجا في أولتون هول في يوركشاير، وولها ابنة تدرس للحصول على درجة الدكتوراه في علوم المواد في جامعة شيفيلد، وهي معجبة بطبيعة الحديث البسيط لشعب يوركشاير.

## الجوائز
حصلت جوركا على العديد من الجوائز منها:
- جائزة شل LiveWIRE لرواد الأعمال الشباب عام 2003.[78]
- شهادة تقدير التجارة والاستثمار من المملكة المتحدة، مقدمة من الأمير فيليب، دوق إدنبرة.[40]
- اُختِيرت واحدة من «100 امرأة ليتوانية» تفتخر بها ليتوانيا في عام 2018.[79]
- وسام الإمبراطورية البريطانية من الملكة إليزابيث الثانية في 2019.[80]

## الظهور التلفزيوني
أجرى مات كوك، مراسل بي بي سي لندن نيوز، مقابلة معها في يونيو 2011 بشأن مشاركتها في برنامج «جاهز للتوريد» تديره شركة سيتي أوف لندن؛ وهو مخطط يهدف إلى نشر الثروة والتوظيف من خلال المشورة العملية ودعم الأعمال للشركات الصغيرة والمتوسطة التي تتطلع إلى الشراء من المؤسسات الكبيرة.
في أكتوبر 2009، أجرت مقابلة مع STV حول المبادرة التي أطلقتها Guildhawk لتوظيف المترجمين Glaswegian. كانت حملة مترجم Glaswegian مماثلة لتوظيف جوردي، Scouse وBrooklynese المترجمين الفوريين. ومع ذلك، قوبل هذا ببعض الخوف والجدل حول الحاجة إلى ترجمة اللهجات المحلية.
في نوفمبر 2016، أعلنت شركتها عن «أول مترجم رموز تعبيرية في العالم»، التي تلقى تغطية إعلامية واسعة النطاق. نتيجة للإعلان عن وظيفة غير عادية، ظهرت جوركا على بي بي سي، وأخبار ITV, فضلا عن العديد من محطات الراديو.

## وصلات خارجية
- موقع Guildhawk الإلكتروني Jurga Zilinskiene MBE https://www.guildhawk.com/about-us/our-people/
- موقع ترجمات اليوم https://www.todaytranslations.com/staff/jurga-zilinskiene/
- الموقع الاستشاري اليوم https://www.todayadvisory.com/staff/jurga-zilinskiene/
- مجلة Zmones https://www.zmones.lt/naujiena/guildhawk-imones-ikureja-jurga-zilinskiene-mazi-pasiekimai-veda-i-sekme.e04440a7-0d23-11ea-9fe0-aa000054c883
- أخبار بلومبرج https://www.bloomberg.com/news/articles/2020-09-20/the-virus-is-putting-britain-s-next-industrial-revolution-on-ice
- فايننشال تايمز https://www.ft.com/content/56d7e630-54b6-11e0-b1ed-00144feab49a
- Be the Business على Jurga Zilinskiene https://www.bethebusiness.com/rebuild-your-business/get-exploring/employee-engagement-wellbeing/we-are-using-rent-money-to-invest-in -شعبنا/ نسخة محفوظة 7 يناير 2021 على موقع واي باك مشين.
- مناشدة زيلينسكي لرئيس الوزراء البريطاني https://www.prnewswire.co.uk/news-releases/queen-s-award-winning-businesswoman-tells-pm-boris-johnson-not-to-bail-out-unethical- الشركات بعد خروج بريطانيا من الاتحاد الأوروبي 886561565.html
- يوركشاير الخاص بي https://www.thebusinessdesk.com/yorkshire/news/2045578-my-yorkshire-jurga-zilinskiene-ceo-of-language-services-company-guildhawk